# Iris (groupe)
i☆Ris, stylisé iris (アイリス, Airisu), est un groupe d'idoles japonais. Il est formé en 2012 par Avex Trax, la leader est Saki Yamakita.
Chaque fille est associée à une couleur. Elles sont également actrices de doublage (seiyū, 声優). Le nom du groupe vient du mot « Iris » qui signifie « arc-en-ciel » en grec. Il fait aussi référence à la fleur du même nom.

## Biographie
Elles ont fait leurs débuts avec le single Color sorti en novembre 2012. Les filles animent l’émission de radio A&G Artist Zone i☆Risの2h d’août 2013 à décembre 2014. Le concert i☆Ris 1st Anniversary Live s’est déroulé en novembre 2013 au Harajuku Astro Hall à Tokyo.
Le groupe d'idols sort son application officielle pour Android et iPhone en mai 2014. Akaneya Himika (Manaka Lala), Serizawa Yu (Manami Mirei), Kubota Miyu (Hojo Sophie), Shibuya Azuki (Dorothy West), Wakai Yuki (Leona West) and Yamakita Saki (Todo Shion) jouent les rôles principaux dans l’anime Prism Paradise (プリパラ, PriPara) diffusé sur TV Tokyo depuis juillet 2014. Les singles Make It!, Miracle Paradise et Realize!, Dream Parade Bright Fantasy et Goin'on sont les chansons thèmes des openings de PriPara.
Leur premier album We Are i☆Ris!!! est sorti en avril 2015. Les i☆Ris et les Yumemiru Adolescence doublent les voix dans le RPG d’animation Xuccess Heaven: Neo Tokyo School Success Battle (ザクセスヘブン). La tournée de concerts i☆Ris 1st Live Tour ~We Are i☆Ris~ se déroule d’avril à mai 2015. Leur 9e single Dream Parade atteint la 8e place au classement hebdomadaire Oricon en juillet 2015. Il est suivi par le single Bright Fantasy en octobre suivant qui n'a pas rencontré autant de succès.
En janvier 2016, Himika Akaneya et Azuki Shibuya jouent dans la pièce de théâtre du Alice in Project Quantum Dolls ~Ryoushi Kyoukai no Yūhosha~ (クォンタム・ドールズ ～量子境界の遊歩者～) aux côtés de Maasa Sudo (ex-Berryz Kobo), Tomoko Kato et Mai Imada (ex-SKE48). Leur fan club officiel Niji-Kai (虹会) ouvre en février 2016. Les 6 membres du groupe et Akane Takayanagi (ex-SKE48) jouent dans la comédie musicale « PriPara » Minna ni Todoke! Prism Voice (『プリパラ』み～んなにとどけ！プリズム☆ボイス) en février 2016.
i☆Ris et les Wake Up Girls! collaborent pour se produire ensemble lors d’un événement intitulé Valentine Live qui aura lieu au Maihama Amphitheater de Chiba en février 2016. Leur 11e single Goin' on est mis en vente en février 2016. Fin mars suivant, elles forment le groupe spécial Mina☆Ris (水☆Ris) en collaboration avec la comédienne de doublage Inori Minase. Elles se sont produites lors du festival Anison History Japan!!. L’événement i☆Ris 4th Anniversary Live aura lieu en novembre 2016 au Nippon Budokan. Ce sera le premier concert du groupe d’idoles dans cette célèbre salle.
En décembre 2016, il est annoncé que Yū Serizawa fera ses débuts en solo à l'issue du concert "Yū Serizawa Birthday Live ~ Present Box ~" le 18 mars 2017. Elle sort son premier album le 19 avril.
Le 31 mars 2021, Azuki Shibuya a été diplômé. Elle quitte Avex Pictures, mais continue en tant que seiyu avec son agence 81 Produce.
Pour fêter le 10e anniversaire du groupe, un film d'animation a été produit. Ce film « i☆Ris the Movie - Full Energy !! - » est sorti le 17 mai 2024 au Japon. Les membres du groupe y interprètent leur propres rôles.

## Membres
| Nom                                         | Naissance       | Âge    | Lieu de naissance     | Couleur | Remarques |
| ------------------------------------------- | --------------- | ------ | --------------------- | ------- | --------- |
| Saki Yamakita (山北早紀, Yamakita Saki)     | 28 février 1991 | 34 ans | Hokkaidō              | Vert    | Leader    |
| Himika Akaneya (茜屋日海夏, Akaneya Himika) | 16 juillet 1994 | 30 ans | Préfecture d'Akita    | Violet  |           |
| Yū Serizawa (芹澤優, Serizawa Yuu)          | 3 décembre 1994 | 30 ans | Tokyo                 | Bleu    | Soliste   |
| Miyu Kubota (久保田未夢, Kubota Miyu)       | 31 janvier 1995 | 30 ans | Préfecture de Saitama | Orange  |           |
| Yūki Wakai (若井友希, Wakai Yuuki)          | 30 octobre 1995 | 29 ans | Préfecture de Gifu    | Rouge   |           |

### Ancien membre
| Nom                                     | Naissance    | Âge    | Lieu de naissance     | Couleur | Départ     |
| --------------------------------------- | ------------ | ------ | --------------------- | ------- | ---------- |
| Azuki Shibuya (澁谷梓希, Shibuya Azuki) | 11 août 1993 | 31 ans | Préfecture de Saitama | Jaune   | 31/03/2021 |

## Discographie

### Best Albums
| # | Titre               | Date de sortie    | Oricon | Remarques               |
| - | ------------------- | ----------------- | ------ | ----------------------- |
| 1 | Best i☆Rist         | 1er novembre 2022 | 12     |                         |
| 2 | i☆Ris Coupling Best | 20 Mars 2024      | 25     | best album de remasters |

### Albums
| # | Titre             | Date de sortie  | Oricon |
| - | ----------------- | --------------- | ------ |
| 1 | We are i☆Ris      | 8 avril 2015    | 13     |
| 2 | Th!s !s i☆Ris!!   | 20 avril 2016   | 16     |
| 3 | WONDERFUL PALETTE | 7 novembre 2017 | 16     |
| 4 | Shall we☆Carnival | 13 mars 2020    | 10     |
| 5 | ViVA i☆DOL        | 25 avril 2025   | 21     |

### Mini Albums
| # | Titre                 | Date de sortie | Oricon | Remarques              |
| - | --------------------- | -------------- | ------ | ---------------------- |
| 1 | Cover☆Ris (カバ☆リス) | 3 avril 2013   | 200    | mini album de reprises |

### Singles
| #  | Titre                                                                                     | Date de sortie   | Oricon | Remarques                                                              |
| -- | ----------------------------------------------------------------------------------------- | ---------------- | ------ | ---------------------------------------------------------------------- |
| 1  | Color                                                                                     | 7 novembre 2012  | 100    | Premier ending de l'animé Battle Spirits Sword Eyes                    |
| 2  | Ichizu (イチズ)                                                                           | 22 mai 2013      | 62     | Premier ending de l'animé Mushibugyou                                  |
| 3  | §Rainbow                                                                                  | 21 août 2013     | 37     | Deuxième ending de l'animé Pretty Rhythm Rainbow Live                  |
| 4  | Wonderland                                                                                | 20 novembre 2013 | 28     | Ending du drama Rank Kingdom                                           |
| 5  | Itazura Taiyō (徒太陽)                                                                    | 18 juin 2014     | 27     | Deuxième ending de l'animé Saikyou Ginga Ultimate Zero: Battle Spirits |
| 6  | Make It!                                                                                  | 20 août 2014     | 26     | Openings de la 1re saison de l'animé PriPara                           |
| 7  | Miracle Paradise (ミラクル☆パラダイス)                                                    | 12 novembre 2014 | 19     | Openings de la 1re saison de l'animé PriPara                           |
| 8  | Realize!                                                                                  | 18 février 2015  | 22     | Openings de la 1re saison de l'animé PriPara                           |
| 9  | Dream Parade (ドリームパレード)                                                           | 8 juillet 2015   | 8      | Openings de la 2e saison de l'animé PriPara                            |
| 10 | Bright Fantasy (ブライトファンタジー)                                                     | octobre 2015     | 21     | Openings de la 2e saison de l'animé PriPara                            |
| 11 | Goin' on                                                                                  | février 2016     | 8      | Openings de la 2e saison de l'animé PriPara                            |
| 12 | Ready Smile!!                                                                             | juin 2016        | 9      | Premier opening de la 3e saison de l'animé PriPara                     |
| 13 | Re:call                                                                                   | août 2016        | 11     | Opening de l'animé Twin Star Exorcists                                 |
| 14 | Shining Star                                                                              | mars 2017        | 10     | Troisième opening de la 3e saison de l'animé PriPara                   |
| 15 | Memorial                                                                                  | février 2018     | 18     | Troisième opening de l'animé Idol Time PriPara                         |
| 16 | Changing point                                                                            | mai 2018         | 8      | Opening de l'animé Magical Girl Site                                   |
| 17 | Endless Notes                                                                             | février 2019     | 12     | Ending de l'animé Grimms Notes the Animation                           |
| 18 | Ultimate☆MAGIC (アルティメット☆MAGIC)                                                     | mai 2019         | 8      | Opening de l'animé Kenja no mago                                       |
| 19 | FANTASTIC ILLUSION                                                                        | août 2019        | 13     | Opening de l'animé Tejina Senpai                                       |
| 20 | Summer Dude                                                                               | août 2021        | 14     |                                                                        |
| 21 | 12gatsu no Snowry / Heartbeat Kyujōsho (12月のSnowry / ハートビート急上昇)                | Décembre 2021    | 15     |                                                                        |
| 22 | Queens Bluff                                                                              | Août 2022        | 11     | Ending de l'animé Kakegurui Twin                                       |
| 23 | Let You Know! / Appare! Bakasawagi (Let You Know!/あっぱれ!馬鹿騒)                        | Août 2023        | 9      | En collaboration avec TeddyLoid                                        |
| 24 | White Lyrical Kingdom / Kisekino-Filament (White Lyrical Kingdom /キセキ-ノ-フィラメント) | Janvier 2024     | 10     |                                                                        |
| 25 | Ai for You! / Kibô no hana o (愛 for you！/希望の花を)                                    | Juin 2024        | 13     | Thème du film "i☆Ris the Movie - Full Energy!! -"                      |

### Yū Serizawa solo albums
| # | Titre     | Date de sortie | Oricon |
| - | --------- | -------------- | ------ |
| 1 | YOUr No.1 | Octobre 2022   | 18     |

### Yū Serizawa solo mini albums
| # | Titre              | Date de sortie | Oricon |
| - | ------------------ | -------------- | ------ |
| 1 | You & You          | Avril 2017     | 46     |
| 2 | Only You? Only Me! | Novembre 2017  | 37     |

### Yū Serizawa solo singles
| # | Titre                                                       | Date de sortie | Oricon |
| - | ----------------------------------------------------------- | -------------- | ------ |
| 1 | Saiakuna hi demo anata ga suki (最悪な日でもあなたが好き。) | juillet 2018   | 17     |
| 2 | Devikyū (デビきゅー)                                        | novembre 2019  | 20     |
| 3 | EVERYBODY! EVERYBODY! / YOU YOU YOU (with DJ KOO & MOTSU)   | mai 2021       | 29     |
| 4 | JUNGLE FIRE feat. MOTSU                                     | octobre 2023   | 17     |
| 5 | ROCK ME KISS ME feat. MOTSU                                 | octobre 2024   | 22     |

### Himika Akaneya solo singles
| # | Titre                      | Date de sortie | Oricon |
| - | -------------------------- | -------------- | ------ |
| 1 | Stereo Sunset (Prod. AmPm) | novembre 2023  | 21     |
| 2 | Side U (Prod. AmPm)        | novembre 2024  | 29     |

### Vidéos
| Titre                                                       | Date de sortie | Oricon              |
| ----------------------------------------------------------- | -------------- | ------------------- |
| i☆Ris 1st Anniversary Live -Thank You All-                  | mars 2014      | 71 (DVD)            |
| i☆Ris 1st Live Tour 2015 - We are i☆Ris!!! - Zepp Tokyo     | septembre 2015 | 116 (DVD) - 26 (BD) |
| i☆Ris Kessei 4 Shunen Live - foooour - @ i☆RisTELLARTHEATER | octobre 2016   | 111 (DVD) - 45 (BD) |
| i☆Ris 4th Anniversary Live - 418 -                          | avril 2017     | 76 (DVD) - 34 (BD)  |
| i☆Ris 5th Anniversary Live - Go -                           | août 2018      | 138 (DVD) - 42 (BD) |
| i☆Ris 6th Anniversary Live - Lock on Muri nante Iwasenai! - | mars 2019      | 109 (DVD) - 35 (BD) |
| i☆Ris 5th Live Tour 2019 - FEVER -                          | octobre 2019   | 61 (DVD) - 19 (BD)  |
| i☆Ris 7th Anniversary Live - Shichifuku Manrai -            | avril 2020     | 84 (DVD) - 25 (BD)  |
| Yu Serizawa 1st Live Tour 2019 ～ViVid♡CONTACT！～          | juin 2020      | 198 (DVD) - 35 (BD) |
| i☆Ris 8th Anniversary Live ～88888888～                     | février 2021   | 66 (DVD) - 45 (BD)  |
| i☆Ris LIVE 2021 ～storiez～                                 | juillet 2021   | 19 (DVD)            |
| i☆Ris Music Video Collection 2012-2020                      | juillet 2021   | 27                  |
| i☆Ris 6th Live Tour 2021 ~Carnival~                         | Octobre 2021   | 26 (DVD)            |
| i☆Ris 9th Anniversary Live ~Queen's Message~                | Mars 2022      | 51 (DVD)            |
| Yu Serizawa 2nd Live Tour 2021 Sukinahito ga iru dake de    | Avril 2022     | 77 (DVD)            |
| i☆Ris 7th Live Tour 2022 ~Traveling~                        | Janvier 2023   |                     |
| i☆Ris 10th Anniversary Live ~a Live~                        | Juillet 2023   | 19 (DVD)            |
| i☆Ris 11th Anniversary Live ~Heart Jack~                    | Octobre 2024   | 20 (DVD)            |